# Насичені жири
Насичені жири — група тригліцеридів (жирів), що містять лише насичені жирні кислоти. Такі кислоти (іноді звані алкановими) не мають подвійних або потрійних зв'язків, атоми вуглецю в їх складі мають лише одинарні зв'язки, таким чином, ланцюжок вуглецю повністю «насичений» атомами водню. У природі зустрічається багато насичених жирних кислот, які містять від 3 (пропіонова кислота) до 36 атомів вуглецю.

## Харчові рекомендації

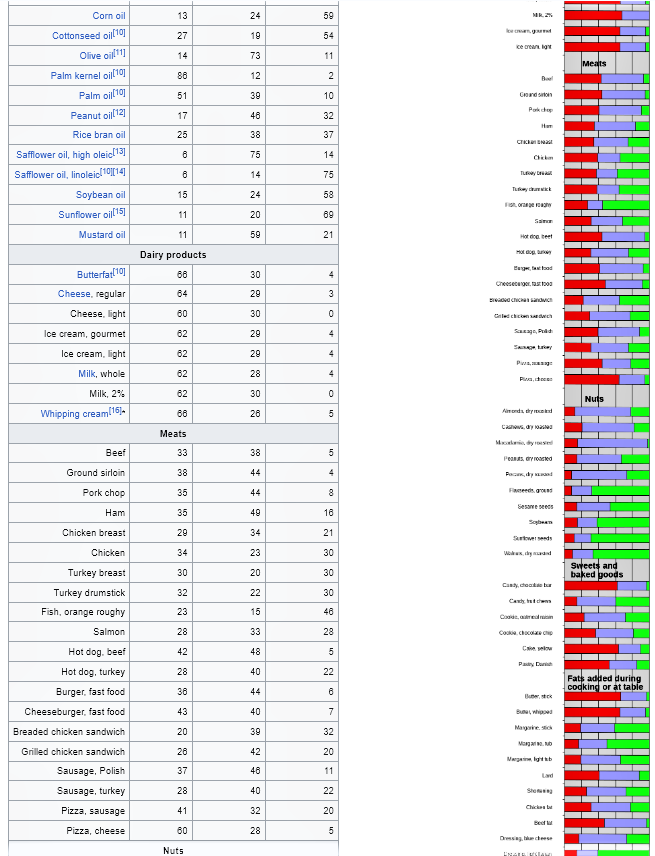
Джерела насичених жирів

Висока частка насичених жирів міститься в «тропічних» жирах (пальмова і кокосова олія), «червоних» тваринних жирах (свинина, яловичина), а також молочних продуктах. У меншій мірі, ніж трансжири, насичені жири також пов'язують з підвищенням ризиків серцево-судинних захворювань і смертності, тому їх споживання ВООЗ рекомендує обмежувати.
Безліч державних і міжнародних організацій рекомендує обмежувати кількість уживаних насичених жирів, серед них: ВООЗ, Міністерство охорони здоров'я Канади, Міністерство охорони здоров'я і соціальних служб США, UK Food Standards Agency, Australian Department of Health and Aging, Singapore Government Health Promotion Board>, Indian Government Citizens Health Portal, Міністерство охорони здоров'я Нової Зеландії, Центр безпеки їжі Гонконга.
У 2004 роках CDC (США) рекомендувала американцям знизити споживання насичених жирів. Огляди American Heart Association[en]* 2006 року рекомендують, щоб люди отримували з насичених жирів не більш 7% калорій.
2003 року Всесвітня Організація охорони Здоров'я та Продовольча і сільськогосподарська організація ООН опублікували звіт своїх експертів, у якому дійшли висновку про прямий зв'язок вживання насичених жирів з ризиком серцево-судинних захворювань. Ними рекомендувалося обмежити споживання насичених жирів до рівня менше 10% щоденних калорій, і менш ніж 7% у групах ризику.
EFSA (Євросоюз) зазначає, що насичені жирні кислоти синтезуються організмом, і не встановлює рекомендованих рівнів споживання.
Мета-дослідження 2014 року, виконане Британським фондом боротьби з серцевими захворюваннями; відділення Кембриджського університету), не виявило статистичної залежності між заміною насичених жирів ненасиченими і зменшенням ризику коронарної недостатності.